# Alessandro Duran
Alessandro Duran (Ferrara, 5 febbraio 1965) è un ex pugile italiano di fama internazionale. Ha conquistato 2 volte il titolo mondiale WBU, 3 volte il titolo europeo, 5 volte il titolo italiano, ed è stato uno fra i pugili italiani più popolari degli anni novanta..

## Carriera
È figlio secondogenito di Juan Carlos Duran, pugile argentino naturalizzato italiano più volte campione europeo negli anni sessanta e settanta, e fratello di Massimiliano Duran, già campione mondiale di pugilato.
Nato e cresciuto a Ferrara, fu avviato allo sport pugilistico dal padre fin da tenera età e disputò il primo combattimento a Chicago il 9 luglio 1983 quando aveva appena 18 anni. Poiché a causa dell'età non aveva il nulla osta della Federazione pugilistica italiana, Duran venne squalificato per due anni durante i quali non poté combattere.
Ripresa l'attività nel 1985, vinse numerosi combattimenti in ambito nazionale, fino ad arrivare al titolo italiano dei pesi welter (categoria nella quale ha sempre combattuto), che successivamente perse e che riconquistò per ben 5 volte. Nel 1994 ebbe la chance per il titolo mondiale contro il nord-irlandese Loughran ma fu da questi sconfitto ai punti.  Pochi mesi dopo fallì anche l'assalto al titolo europeo contro l'inglese Gary Jacobs.
Queste sconfitte sembrarono confinare definitivamente la carriera di Duran in un ambito strettamente locale.
Ed invece la raggiunta maturità fisica e pugilistica, grazie anche alla presenza al suo fianco del fratello Massimiliano in veste di allenatore, fece sì che il 26 ottobre 1996 a Sanremo, all'età di 31 anni, Duran battesse per squalifica al 5º round il detentore Gary Murray e conquistasse il titolo mondiale WBU dei pesi welter. Difese vittoriosamente il titolo nella rivincita, a Ferrara, contro lo stesso Murray. 
Duran perse per la prima volta la cintura per KO alla 3ª ripresa contro il sudafricano Peter Malinga in un incontro disputatosi a Palma di Montechiaro. Nella successiva rivincita, disputatasi ancora nella natia Ferrara il 17 novembre 1997, con una chiara vittoria ai punti Duran si impossessò nuovamente della corona mondiale. Anche il suo secondo regno durò poco. Alla prima difesa dovette consegnare il titolo nelle mani dell'italiano Michele Piccirillo, che lo sconfisse per KO alla 5ª e successivamente ai punti nel match di rivincita, disputatosi a Bari in ottobre 1998.
Le sconfitte contro Piccirillo sembrarono porre la parola fine alle ambizioni internazionali di Duran, già trentatreenne. Ed invece il 24 aprile 1999 al Palasport di Ferrara Duran affrontò e batté ai punti il detentore Maxim Nesterenko conquistando il titolo europeo dei pesi welter. Perse successivamente il titolo alla prima difesa contro il russo Andrey Pestryaev, per poi riprenderselo nella rivincita e difenderlo vittoriosamente. Perse di nuovo il titolo a Copenaghen contro il danese Thomas Damgaard nel 2000 al termine di un match il cui verdetto fu molto contestato e del quale la Federazione ordinò la ripetizione, peraltro mai avvenuta.
Dopo un anno di inattività Duran ebbe di nuovo una chance per il titolo europeo, ed il 4 maggio 2001 a Bologna, all'età di 36 anni, affrontò e batté per KO alla 7ª l'antico rivale Nesterenko, conquistando per la terza volta il titolo europeo. Lo difese una prima volta vittoriosamente, per poi perderlo definitivamente contro il danese Christian Bladt ai punti con verdetto non unanime in un incontro disputatosi in Danimarca il 18 gennaio 2002.
La sconfitta contro Christian Bladt segnò di fatto la fine della lunghissima carriera di Alessandro Duran, che pochi mesi dopo annunciò il proprio ritiro dalla scena agonistica a causa del mancato ripresentarsi di altre chance per il titolo europeo.
Si ritirò pertanto dall'attività dopo un ultimo vittorioso incontro disputato il 24 novembre 2002 contro Francesco Cioffi.
Il record personale di Duran è di 63 incontri disputati, dei quali 51 vinti (16 per KO) e 12 persi (6 per KO).
Ha combattuto per ben 33 volte con un titolo in palio.

## Dopo la boxe
Alessandro Duran vive a Ferrara  dove insegna pugilato in una propria palestra ed in centri fitness ed è commentatore tecnico di pugilato per alcuni canali televisivi.